# Per Ria Ria
Per Ria Ria is een bestuurslaag in het regentschap Deli Serdang van de provincie Noord-Sumatra, Indonesië. Per Ria Ria telt 1345 inwoners (volkstelling 2010).